# За Україну, Білорусію, Росію
«За Україну, Білорусь, Росію» («ЗУБР») — виборчий блок, утворений політичними партіями «Світло зі Сходу» та «Союз Труда» для участі у виборах до Верховної Ради України 2002.

## Виборчий список
Перша десятка списку :
1. Чародєєв Олександр Васильович, 1955 року народження, освіта вища, проживає в м. Києві, народний депутат України, член партії «Світло зі Сходу»
2. Недригайло Валентин Михайлович, 1936 року народження, освіта вища, проживає в м. Києві, головний консультант комітету Верховної Ради України, член партії «Світло зі Сходу»
3. Туркін Микола Євгенович, 1947 року народження, освіта вища, проживає в м. Донецьку, головний редактор Донецької обласної профспілкової газети «Позиція», безпартійний
4. Терехов Володимир Пвлович — кандидатура знята 21.01.2002.
5. Лебідь Світлана Романівна, 1961 року народження, освіта вища, проживає в м. Києві, старший науковий співробітник Книжкової палати України, член партії «Світло зі Сходу»
6. Коротков Валерій Олександрович, 1951 року народження, освіта середня спеціальна, проживає в м. Рівному, тимчасово не працює, безпартійний
7. Крупа Олександр Валентинович, 1971 року народження, освіта середня спеціальна, проживає в м. Києві, заступник директора товариства з обмеженою відповідальністю «Будмонтажсервіс», член партії «Світло зі Сходу»
8. Тарасов Володимир Васильович, 1954 року народження, освіта вища, проживає в м. Чернігові, член Партії «За Права Людини» (Партії «Союз труда») — кандидатура знята 29.01.2002.
9. Тарасюк Олександр Михайлович, 1962 року народження, освіта вища, проживає в м. Рівному, тимчасово не працює, член партії «Світло зі Сходу»
10. Отрішко Володимир Петрович, 1969 року народження, освіта вища, проживає в м. Києві, приватний підприємець, член партії «Світло зі Сходу»

## Програмні цілі
У галузі економіки і управління - впровадження досвіду президента В. В. Путіна щодо підвищення керованості державою, реформування економіки, жорсткої боротьби з олігархами, підвищення ефективності природних монополій та зниження податків.
Добиватися введення єдиної валюти для України, Білорусі і Росії, що буде сприяти поновленню традиційних ринків збуту нашої продукції, піднесенню вітчизняного виробництва, створенню нових робочих місць.
Забезпечити, щоб в розпорядженні регіонів залишалося не менше 2/3 від загальної суми податкових надходжень. Хто як працює, так повинен і жити!
У соціальній політиці- впровадження досвіду президента О. Г. Лукашенка по захисту соціальних прав громадян, забезпеченню добробуту та захищеності кожної людини.
Створити умови, які б надавали можливість робітнику і підприємцю, вчителю і військовому, селянину і службовцю бути багатим і заможним тільки за рахунок ефективної та чесної праці.
Добиватися зростання купівельної спроможності населення шляхом систематичного та суттєвого підвищення розмірів заробітної плати та пенсій в залежності від якості праці.
У питаннях безпеки — сприяння захисту геополітичних інтересів України, Білорусі, Росії, створення оновленої системи колективної безпеки. Жорстка боротьба з тероризмом, злочинністю та корупцією.
У гуманітарній сфері — захист конституційних прав і свобод кожної людини.
Рівноправні відносини між людьми всіх національностей. Вільний розвиток української та російської культур, культур національних меншин.
Надання, за прикладом Білорусі, російській мові статусу другої державної мови.
Відновлення традиційних духовних, культурних, релігійних, наукових і економічних зв'язків народів України, Білорусі, Росії, розширення загального інформаційного простору.
Водночас, подаючи заявку на колективну державу, об'єднання виявляло ідеалістичну непослідовність — «водночас, беручи участь у Союзі держав і Україна, і Білорусь, і Росія збережуть незалежність і територіальну цілісність національно-державний і адміністративно-територіальний розподіл, національну правову базу та систему органів державної влади, міжнародну правосуб'єктність, атрибути державності», навіть у термінах — замість інституцій тощо — атрибути).

## Результати
Блок отримав 112259 голосів виборців (0,43%) і 17-е місце загалом по Україні серед 33 політичних сил. Найбільшу підтримку «ЗУБР» мав у Севастополі (2,14%), в АР Крим (0,93%), а також на Дніпропетровщині (1,25%) та Луганщині (0,94%), найменшу — на Галичині (Львівська область — 0,06%; Івано-Франківська — 0,04%; Тернопільська — 0,03%).